# Rose and Maloney
Rose and Mahoney was een Engelse politieserie die op de Engelse televisie werd uitgezonden van 2002 tot en met 2006. De serie volgt twee medewerkers van het (fictieve) Criminal Justice Review Agency die onderzoeken of er mogelijke juridische misstappen bij onderzoeken zijn begaan en of die zaken mogelijk heropend moeten worden. In Nederland heeft de KRO de pilot en de eerste serie uitgezonden in juli 2006.

## Verhaal
Rose Linden is teruggezet in functie en wordt gestationeerd bij de administratie van het Criminal Justice Review Agency. Daar werkt de grijze muis Maloney die de baas van Rose wordt. Althans, zo is het op papier. In werkelijkheid overheerst de bazige Rose al snel de wat truttige Maloney en sleurt hem mee in een onderzoek naar een oude zaak. Rose en Maloney verschillen als water en vuur. Rose doet wat ze wil en komt regelmatig in moeilijkheden met haar superieuren, ze rookt als een schoorsteen en drinkt als een tempelier. Ze heeft kortstondige affaires met de verkeerde mannen en is net zo slordig met seks als met haar huishouden. Althans als ze een huishouden zou hebben. Aanvankelijk heeft ze helemaal geen huis en trekt tijdelijk in bij Maloney, die uiterst precies is op zijn spulletjes, alles volgens het boekje doet, amper rookt en drinkt en weinig succes heeft bij de vrouwen. Ondanks hun verschillen groeien de twee naar elkaar toe en al snel werken ze voor het Criminal Justice Review Agency als ‘case workers’. Ze onderzoeken verschillende zaken waar mogelijk juridische blunders zijn begaan om te onderzoeken of de zaak heropend moet worden.

## Rolverdeling
- Sarah Lancashire – Rose Linden
- Philip Davis – Maloney
- Nisha Nayar - Joyce

## Afleveringen
In totaal kende de serie twee seizoenen van drie afleveringen. In totaal zes afleveringen en een pilot. De pilot werd uitgezonden in september 2002, serie 1 werd uitgezonden in juli 2005 en serie 2 in september 2006.